# Поликарп (деревня)
Поликарп — деревня в Шахунском районе Нижегородской области. Входит в состав Лужайского сельсовета.